# 文书认证

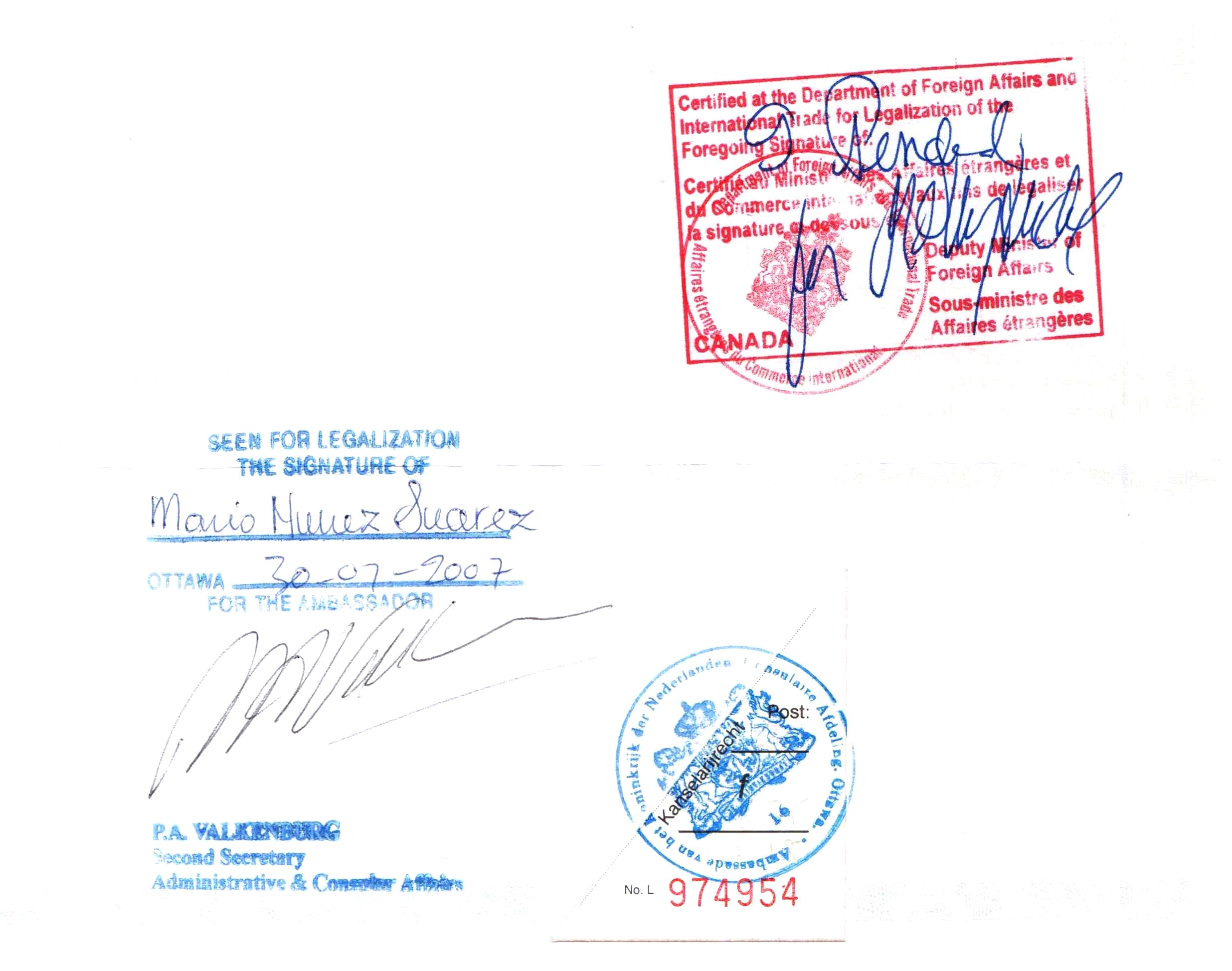
对加拿大文件作认证，以供在荷兰使用。 该文件由加拿大外交和国际贸易部认证，随后由荷兰驻加拿大大使馆认证。

文书认证（英語：document legalization）是一个国际法概念，指对在一个国家内制作的文件进行认证或证明的过程，以便其可以在另一个国家被接受和使用。

## 理由与程序

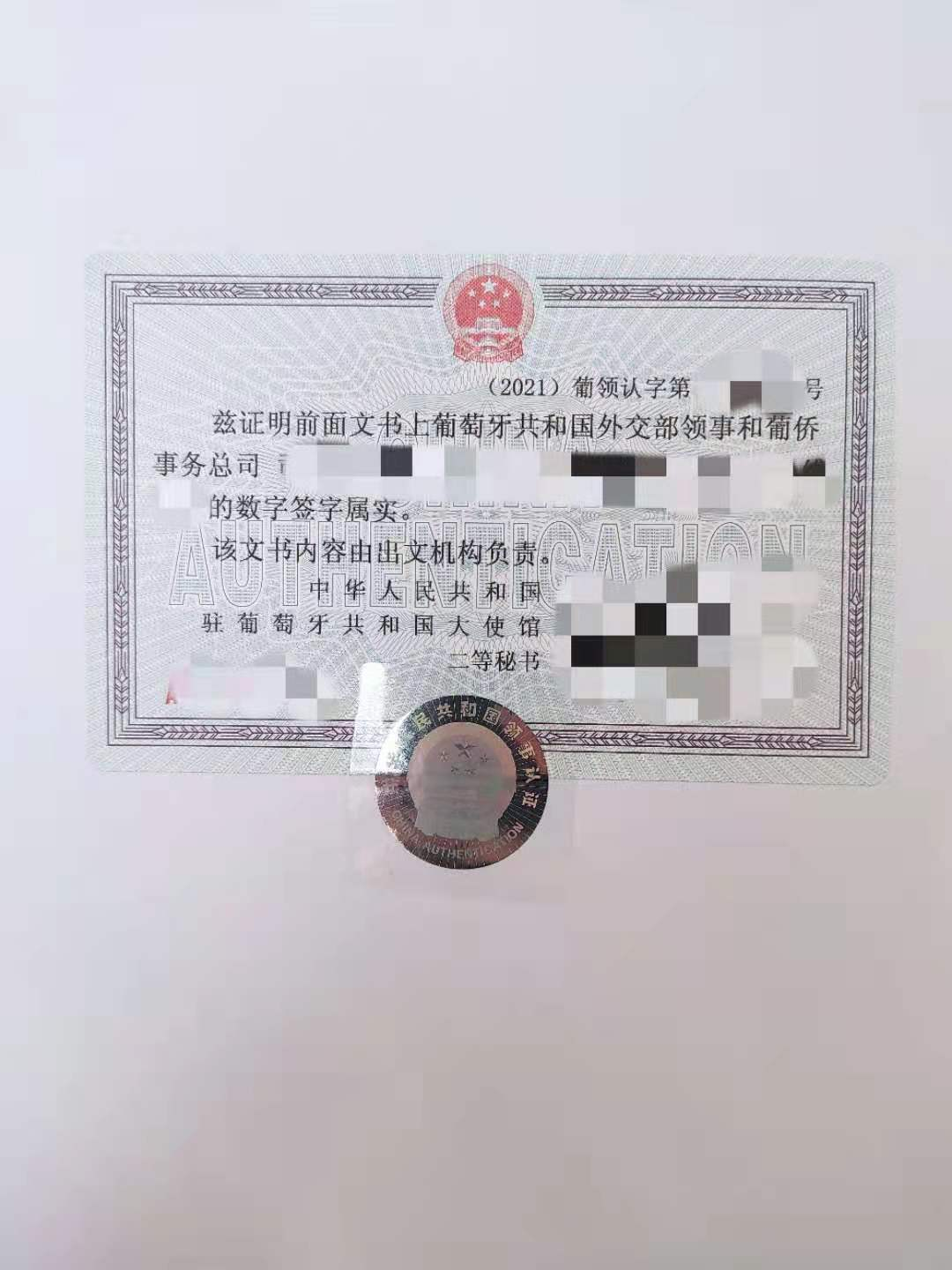
2021年中国驻葡萄牙大使馆领事认证贴纸

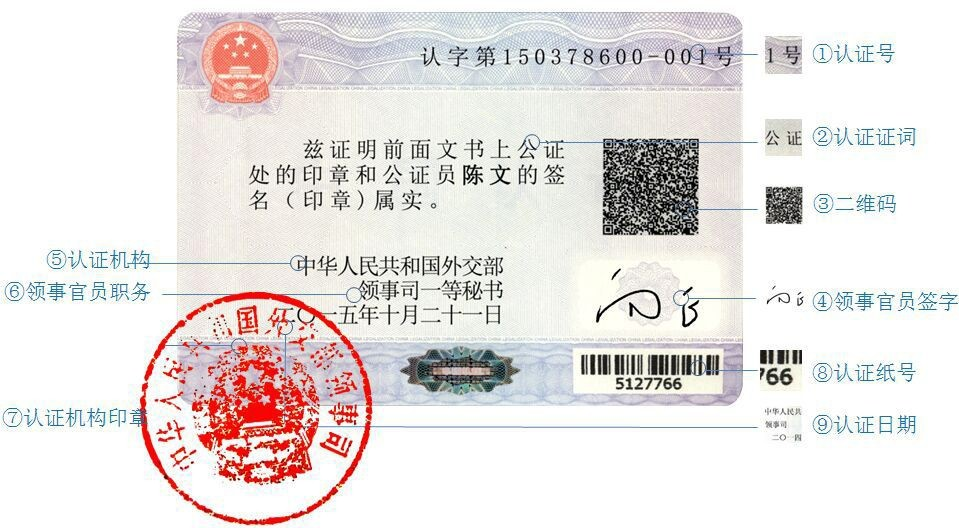
中华人民共和国外交部2015年签发的认证贴纸，认证一份公证书。

由于对外国文件不熟悉，或者对签发外国文件的签发者不熟悉，许多国家要求外国文件必须经过认证程序，才能在当地使用。该程序通常由文件制作地所属国和使用地所属国的数个公法机关进行的一连串认证构成：第一个机关对文件签发者的签名或印章进行认证，随后的每个机关对前一个机关的签名或印章进行认证，直至由最终使用地所属国的机关进行最后一次认证。
认证的对象通常只包括公文书，例如公证书、法庭文书或行政机关文书，而不包括私文书，例如声明书、宣誓书、遗嘱、民商事合同等。这些私文书如果要执行认证程序，通常必须先完成公证程序，以获得性质上属于公文书的公证书。
认证的典型程序通常包括两次认证：先在文件制作地所属国的外交部（或其下属机关）认证（英語：authentication），然后在最终使用地所属国的驻外领事机关认证（英語：legalization）。例如，要在荷兰使用的埃及文件要先由埃及外交部认证，然后由荷兰驻埃及大使馆或领事馆认证，这个过程俗称双认证。
并非所有国家都要求外国文件经认证后才能使用。 例如，加拿大、日本、南非、英国和美国通常接受任何国家的文件，无需认证手续。某些国家虽然无需本国领事认证，但只承认外国外交部认证的外国文件，此时公文书需要在制作地所属国外交部进行认证后方能在最终使用地使用，这个过程俗称单认证。
由于某些国家的地方行政区有相对独立的司法管辖权，涉及这些国家时可能需要不止两次认证。例如，在美国马里兰州制作的公文书，需要经地方法院的书记官认证，再经州务卿认证，最后送使用地所属国对马里兰州有管辖权的领事馆认证，因此俗称三级认证。部分国家在特定情况下不直接认可州务卿的认证，需要美国国务院认证后，方能完成最终的领事认证程序，因此俗称“四级认证”。

## 互惠协议
一些国家之间订有协议，取消了彼此签发的某些文件的认证要求，例如阿根廷和意大利、巴西和法国、《公民身份记录多语言摘录问题公约》各缔约方，以及《独立国家联合体法律援助和法律关系公约》各缔约方。欧盟也制定了一项规定，取消其成员国之间相互接受的某些文件的认证要求。

### 海牙认证公约

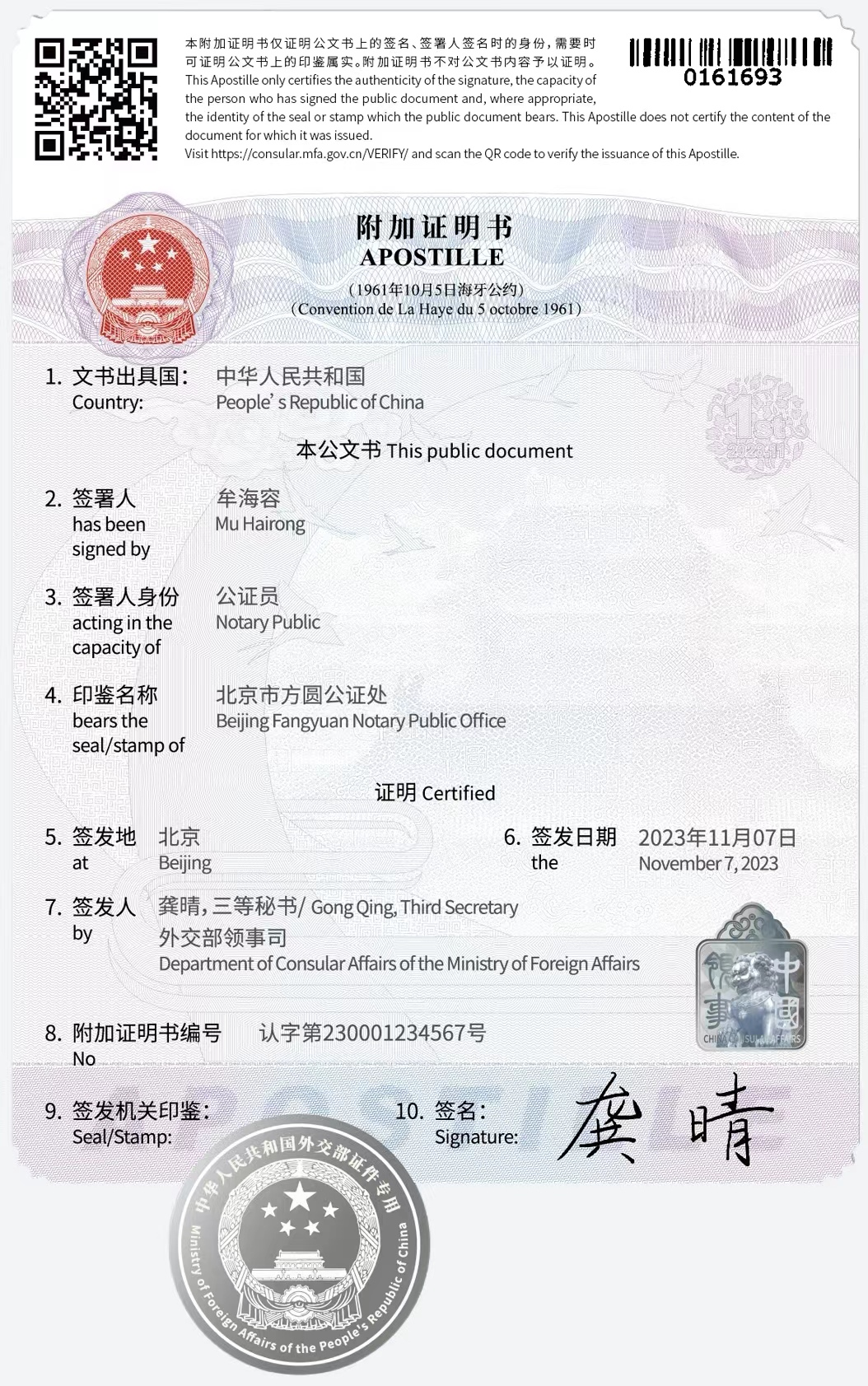
中华人民共和国外交部签发的附加证明书认证贴纸的样本。

《取消外国公文书认证要求的公约》，中文中俗称《海牙认证公约》，英文中俗称Apostille Convention（字面意思为“附加证明书公约”），是一项简化文书认证程序的公约。每一缔约方制定一个机构，为该缔约方境内制作的所有文件签发“附加证明书”（法语：Apostille），以此来取代和简化文书认证程序。在公约适用的两个国家之间，只要完成附加证明书的签发程序，则足以使该文件在目的地国得到接受。
在理想情况下，附加证明书是唯一需要的认证，但在某些情况下，在签发附加证明书之前可能需要完成文书制作地所属国的其他手续。 例如，非政府官员签发的文件可能需要由公证人认证； 在美国的某些州，由公证人或市官员认证的文件必须由相应的县法院认证；完场上述手续后才能签发附加证明书。 但无论如何，签发附加证明书后，不再需要文件使用地所属国领事机关的认证。
公约要求，各缔约方须指示其大使馆和领事馆不再对适用该公约的文件进行领事认证。指示彻底终止领事认证的目的，是为了防止多事有事的个别文书使用方特地要求领事认证，导致公约被架空。然而，公约的实施并不一定能达到简化手续或降低费用的效果，这是因为部分国家领事认证的手续可能比签发附加证明书要更简单、更便宜，例如某些国家可以直接对特定私文书进行领事认证，无需公证和国内认证等手续。

## 国内跨司法管辖区手续
在一个国家有多个司法管辖区的情况下，可能存在类似文书认证的手续。但由于认证乃国际法术语，其名称通常会变通为其他形式。例如，中国内地的文件送往香港使用时需要办理的手续称为“确认”，而香港文件送往中国内地使用时需要经中國委托公証人協會有限公司办理“转递”手续。

## 脚注
1. ↑  例：印度尼西亚政府要求，涉外婚姻或出生证明需要中国外交部单认证，见中国外交部网页。